# Karl Luts

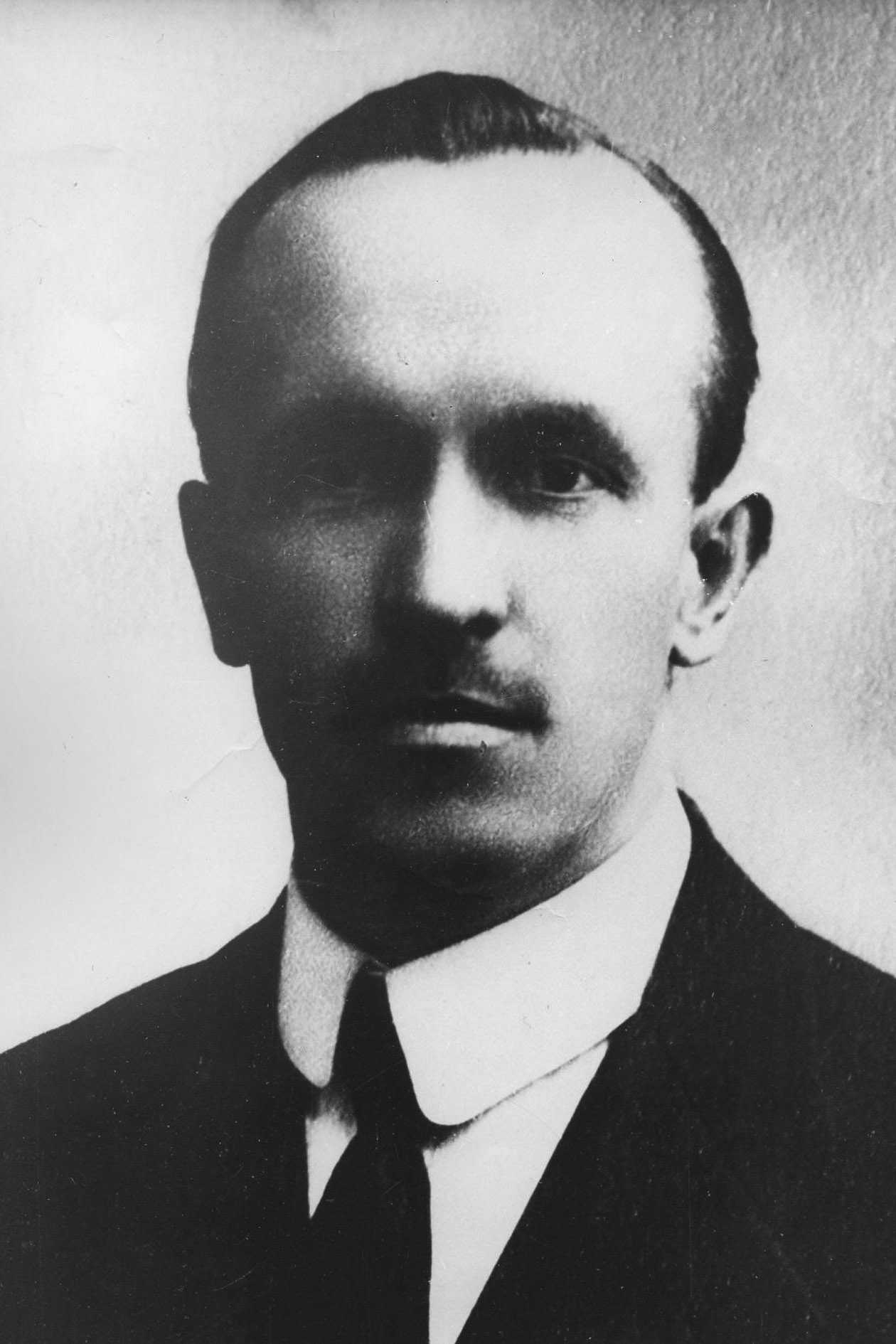
Karl Friedrich Luts, undatiert

Karl Friedrich Luts (* 3. Novemberjul. / 15. November 1883greg. in Sankt Petersburg, Russisches Kaiserreich; † vermutlich 15. Januar 1942 im Arbeitslager Ussollag bei  Solikamsk, damals Oblast Molotow, Sowjetunion) war ein estnischer Chemiker und Bildungspolitiker. Er war eine führende Persönlichkeit der Ölschiefer-Erforschung und -Nutzung im unabhängigen Estland der Zwischenkriegszeit.

## Leben und Wirken

### Frühe Jahre
Karl Friedrich Luts wurde als Sohn von Jakob Luts (* 1852) und dessen erster Frau Marie Luts (geb. Jänes) in der russischen Hauptstadt geboren. Jakob Luts war als Erwachsener aus wirtschaftlichen Gründen aus dem estnischen Kirchspiel Märjamaa nach Sankt Petersburg gezogen. Dort wurde er Kutscher bei dem Mediziner Gustav Hirsch (1828–1907), dem estnischstämmigen Leibarzt der Zaren Alexander III. und später Nikolai II.
Wohl kurz nach der Geburt der Zwillinge Karl Friedrich und Marta Therese (1883–1958) verstarb Karl Friedrich Luts’ Mutter in jungem Alter. Der Vater heiratete daraufhin in zweiter Ehe die ebenfalls estnischstämmige Annette Jäms (* 1855), die der Familie weitere Kinder schenkte.
Karl Friedrich Luts besuchte die Schule an der Estnischen Johannisgemeinde in Sankt Petersburg. Von 1896 bis 1899 setzte er seine Ausbildung an der Handwerksschule des Kaiserlichen Technischen Vereins in Sankt Petersburg fort. 1898 schloss er sich dem Petersburger Verein Studierender Esten an und war Mitglied des Vorstands.
1905 legte Luts als Externer die Reifeprüfung am Petersburger Kadettenkorps ab. 1905/1906 studierte er zunächst am Technologischen Institut von Sankt Petersburg. Dem schloss sich von 1907 bis 1912 ein Chemiestudium an der Universität Sankt Petersburg an.

### Berufsleben in Sankt Petersburg
In der russischen Hauptstadt war Luts zunächst als Zeichner bei Industrieunternehmen sowie von 1912 bis 1918 als Sekundarschullehrer tätig. Von 1913 bis 1918 war er Assistent am renommierten Bechterew-Institut für Psychoneurologie. 1918 trieb er die Gründung einer estnischen Mittelschule in Petrograd (wie Sankt Petersburg damals hieß) voran und war kurzzeitig deren Direktor.

### Politisches Engagement
Luts gehörte der Estnischen Sozialdemokratischen Arbeiterpartei (Eesti Sotsiaaldemokraatlik Tööliste Partei – ESDTP) an, der ältesten politischen Partei Estlands. Die Loslösung Estlands von Russland und die estnische Unabhängigkeitserklärung vom 24. Februar 1918 begrüßte er. 1918 wurde Luts während des Estnischen Freiheitskrieges von den Bolschewiki als Geisel in Russland festgehalten.
Am 27. November 1918 wurde Luts offiziell zum Bildungsminister der neugegründeten Republik Estland in der dritten Provisorischen Regierung unter Staats- und Regierungschef Konstantin Päts ernannt. Da Luts damals noch von kommunistischen Kräften in Petrograd inhaftiert war, konnte er sein Amt nicht ausüben. Sein Nachfolger wurde am 12. März 1919 der parteilose Harald Alfred Laksberg.
Im März 1919 optierte Luts für die estnische Staatsangehörigkeit. Im Dezember 1919 wurde Luts nach Estland ausgetauscht. Ins bolschewistische Sowjetrussland kehrte er nicht zurück.

### Ölschiefer
Ab 1920 arbeitete Luts im nordost-estnischen Kohtla-Järve als Leiter der staatlichen Ölschiefer-Fabrik und des chemischen Labors. Er wurde zu einem der führenden Ölschiefer-Experten der jungen Republik Estland. Gemeinsam mit dem Chemiker Paul Kogerman (1891–1951) von der Universität Tartu gilt Luts als Begründer der Ölschiefer-Forschung und -Nutzung im Estland der Zwischenkriegszeit.
Luts untersuchte vor allem die chemische Zusammensetzung und thermische Zersetzung des Ölschiefers, die Eigenschaften des Schieferöls und dessen praktische Anwendung.
Auf Deutsch erschien 1934 sein grundlegendes Werk Der estländische Brennschiefer-Kukersit, seine Chemie, Technologie und Analyse in Tartu.

### Sowjetische Besetzung und Tod
Nach der sowjetischen Besetzung Estlands wurde Luts 1940 von seinem Posten entlassen. Die sowjetischen Behörden verhafteten ihn am 25. Juni 1941 in Nõmme und verbrachten ihn ins Innere der Sowjetunion. Dort starb er vermutlich Anfang 1942 im Alter von 58 Jahren im Gulag.

## Privatleben
Luts heiratete 1929 Amanda Anette Nieländer (* 1901). Die Ehe blieb kinderlos.
Seine Halbschwester Therese-Karoline (1891–1976) heiratete 1917 den Petersburger estnischen Juristen, Diplomaten und Politiker August Rei (1886–1963), der u. a. 1928/29 und im Exil von 1945 bis zu seinem Tod 1963 estnischer Staats- und Regierungschef war, außerdem von 1938 bis 1940 estnischer Botschafter in Moskau.